# Joseph Schumpeter

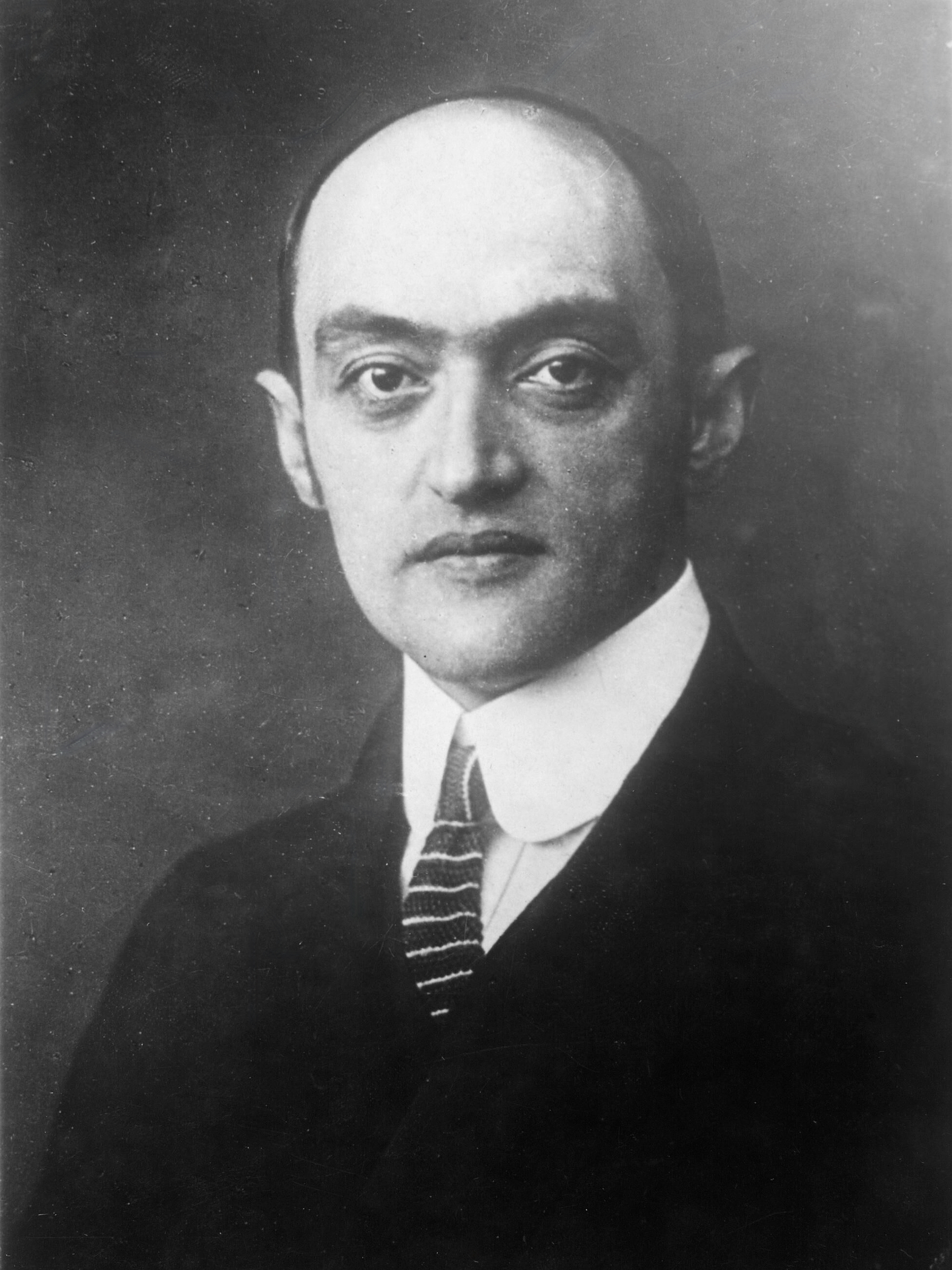
Joseph Schumpeter

Joseph Alois Schumpeter (Triesch, 8 februari 1883 – Taconic (Connecticut), 8 januari 1950) was een Oostenrijks econoom (maar geen lid van de Oostenrijkse School van economen) en politieke wetenschapper, die vooral bekendstaat om zijn idee van innovatie als creatieve destructie. Hij wordt algemeen gezien als een van de meest invloedrijke economen van de 20e eeuw. In de desperate periode na de Eerste Wereldoorlog was hij in 1919 korte tijd minister van Financiën van Oostenrijk.

## Levensloop

### Jeugd

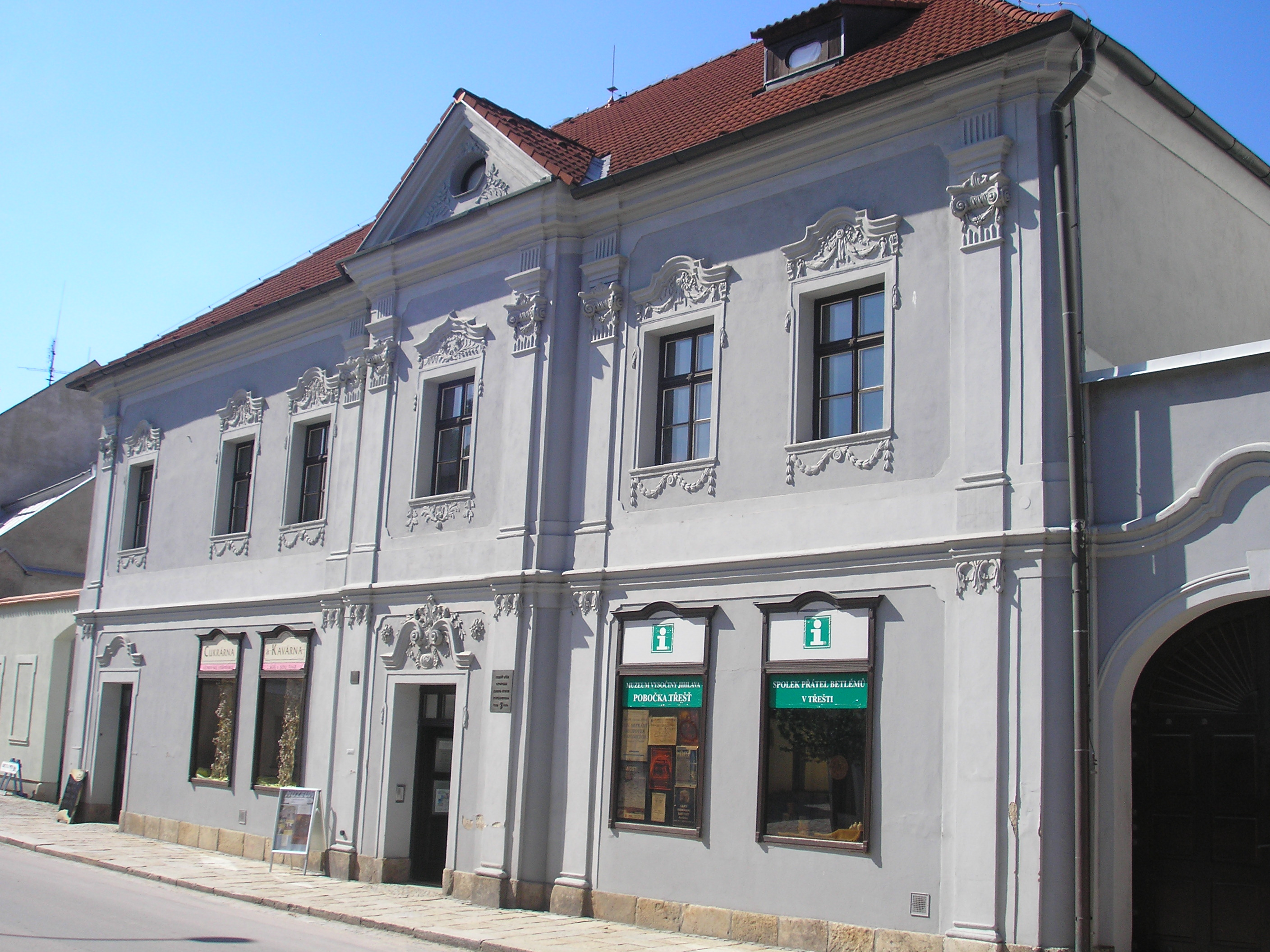
Ouderlijk huis

Schumpeter werd in 1883 geboren in Triesch, Moravië, dat toen deel uitmaakte van Oostenrijk-Hongarije, maar nu in de Tsjechische Republiek ligt. Zijn ouders waren Josef Schumpeter en Johanna Grüner van Duitse afkomst en katholiek. Zijn vader bezat een lakenfabriek in Triesch. Hij overleed toen Joseph vier jaar oud was aan de gevolgen van een jachtongeluk. In 1893 verhuisden Joseph en zijn moeder, die intussen hertrouwd was met een veel oudere generaal, naar Wenen. Via de connecties van zijn stiefvader kon hij in Wenen het Theresianum bezoeken, een eliteschool voor de Oostenrijks-Hongaarse adel.

### Studie
In 1901 verliet hij het Theresianum met een zeer goed eindexamen. Hij begon onmiddellijk met zijn studies aan de Universiteit van Wenen. Zijn belangstelling ging uit naar economie, dat toentertijd echter alleen in het kader van een rechtenstudie kon worden gestudeerd. Schumpeter studeerde bij Friedrich von Wieser en Eugen von Philippovich, alsook vanaf 1904 bij Eugen von Böhm-Bawerk. Hij stond in deze jaren in contact met onder andere Ludwig von Mises, Emil Lederer, Felix Somary, Otto Bauer en Rudolf Hilferding. Op deze manier raakte hij niet alleen vertrouwd met de Methodenstreit tussen Carl Menger en Gustav Schmoller, maar ook met de Böhm-Bawerk/Hilferding-controverse over de arbeidswaarde- en verdelingstheorie van Karl Marx. In 1906 promoveerde hij bij Eugen von Böhm-Bawerk.

### Eerste huwelijk en verblijf in Egypte
Na zijn promotie in het recht bezocht hij eerst Berlijn, waar hij de seminaria van Schmollers bezocht. Daarna verbleef hij een jaar aan de London School of Economics en de Universiteiten van Oxford en Cambridge. Eind 1907 trouwde hij met de Engelse Gladys Ricarde Seaver, die hij waarschijnlijk in de kringen van de Fabian Society had ontmoet. Het paar zou in 1913 uit elkaar gaan. Schumpeter had dringend geld nodig om zijn uitbundige levensstijl te blijven bekostigen. Om daar aan te komen praktiseerde hij in 1907-1908 aan het internationale gerechtshof in Caïro. Daar schreef hij het werk, waarmee hij zijn naam vestigde, Wesen und Hauptinhalt der theoretischen Nationalökonomie (De natuur en de essentie van de theoretische economie).

### Hoogleraarschappen in Czernowitz en Graz
Na enige studiereizen werd hij in 1909 benoemd tot professor economie en bestuur aan de universiteit van Czernowitz (deze stad lag toen in Oostenrijk-Hongarije, maar tegenwoordig in Oekraïne). Na twee jaar verhuisde hij naar de Universiteit van Graz en de Technische Hochschule Graz (de huidige Technische Universiteit van Graz), waar hij tot het begin van de Eerste Wereldoorlog bleef.

### Minister van Financiën van Oostenrijk
In het chaotische en desperate jaar 1919 diende hij zeven maanden als Oostenrijks Minister van Financiën. Op 15 maart 1919 werd hij, hoewel hij partijpolitiek onafhankelijk was, minister van Financiën in de regering Renner II. Schumpeter kwam al snel in conflict met beide coalitiepartners, de sociaaldemocraten en de christelijk-socialen, maar ook met zijn vroegere studievriend Otto Bauer, de minister van Buitenlandse Zaken, in het bijzonder over de kwestie of Oostenrijk zich al of niet bij Duitsland moest aansluiten (Schumpeter was tegen) en over de verkoop van de Alpine Montan AG aan Fiat. Op 17 oktober 1919 werd de regering Renner II door een besluit van de Constituerende Nationale Vergadering opgevolgd door de regering Renner III. Schumpeter kwam niet terug in de nieuwe regering Renner III.

### Bankier
Ondanks dat hij in de politiek veel vijanden had gemaakt, had hij ook nog wel de nodige vrienden. In 1920 kreeg hij als een van de weinigen een banklicentie in handen. Hiermee wist hij tot president-directeur van de Biederman Bank benoemd te worden. Deze bank kon in 1924 als gevolg van de economische depressie van het begin van de jaren twintig echter niet meer aan zijn verplichtingen voldoen en ging ten onder. Voor Schumpeter betekende dit ook privé zijn faillissement.

### Tweede huwelijk en hoogleraarschap in Bonn
In de periode 1925-1932 bekleedde hij een leerstoel aan de Universiteit van Bonn, Duitsland. Na de scheiding van zijn eerste vrouw trad hij in in 1925 in het huwelijk met Anna Reisinger, de twintig jaar jongere dochter van de conciërge van het appartement waar zijn moeder woonde. 1926 was voor Schumpeter een catastrofaal jaar. Anna stierf in Bonn het kraambed samen met zijn pasgeboren zoon. Twee maanden eerder was zijn moeder, met wie hij zijn hele leven zeer verbonden was, in Wenen overleden.

### Periode in de Verenigde Staten, derde huwelijk
Tijdens de opkomst van het nazisme verhuisde hij naar Harvard, waar hij al eerder, in 1927-1928 en 1930, college had gegeven. Hij zou er van 1932 tot het jaar van zijn dood in 1950 lesgeven. Tijdens zijn jaren aan Harvard werd hij in het algemeen niet beschouwd als een goede docent, maar hij verwierf zich wel een school van trouwe volgelingen. In 1937 trad hij voor de derde keer in het huwelijk met de Amerikaanse Elizabeth Boody. Zij bezat een PhD in Engels en in conjunctuurtheorie. Boody hielp hem bij het populariseren van zijn werk.
Zijn prestige onder zijn collega's was niet erg groot, omdat zijn standpunten verouderd leken en botsten met het toen modieuze Keynesianisme. Deze periode van zijn leven werd gekenmerkt door hard werken, maar weinig erkenning voor zijn fundamentele ideeën.

## Creatieve destructie
Onder creatieve destructie (Engels: 'creative destruction') verstaat Schumpeter een proces van voortdurende innovatie, waarbij succesvolle toepassingen van nieuwe technieken de oude vernietigen. Schumpeter houdt technische innovatie voor de enige werkelijke bron van economische groei. Succesvolle innovatie verschaft tijdelijke marktmacht, die de winsten en marktaandelen van op voorgaande technieken gevestigde bedrijven aantast. In een nooit eindigend proces van opkomst en ondergang worden oude bedrijven vernietigd door nieuwe. Daar technische innovatie volgens Schumpeter de enige manier is waardoor de welvaart kan toenemen, ziet hij niets in maatregelen waarbij ongericht geld in de economie wordt gepompt om groei te bevorderen.

## Belangrijkste werken

### De geschiedenis van de economische analyse
Schumpeters grote kennis komt tot uiting in zijn postuum verschenen Geschiedenis van de Economische Analyse. Sommige van zijn oordelen zijn opmerkelijk, bijvoorbeeld zijn mening dat niet Adam Smith, maar Turgot de belangrijkste 18de-eeuwse econoom was.
Schumpeter bekritiseerde John Maynard Keynes en David Ricardo voor de "Ricardiaanse zonde". Volgens Schumpeter redeneerden Ricardo en Keynes met abstracte modellen, waar zij alle variabelen bevroren en dus buiten beschouwing lieten, behalve die paar variabelen, waarmee zij iets wilden aantonen, waarna zij vervolgens gemakkelijk konden aantonen dat de ene variabele de andere zou veroorzaken. Dit leidde tot het volgens Schumpeter heilloze geloof dat men gemakkelijk beleidsconclusies zou kunnen trekken uit abstracte theoretische economische modellen.

### Schumpeter en het Keynesianisme
In Schumpeters theorie volstaat de Walrasiaanse evenwichtstheorie niet om de voornaamste mechanismen van de economische ontwikkeling te beschrijven. Schumpeter was van mening dat een goed ontwikkeld financieel systeem, met een reeks van instituties voor de kredietverlening, het een "entrepreneur" mogelijk maakt om zijn "ideeën" te realiseren door alle benodigde "productiemiddelen" in te kopen.
Men kan een onderscheid maken tussen economen die de nadruk leggen op de "reële" wereld en die geld beschouwen als niet meer dan een smeermiddel om de boel draaiende te houden en economen die monetaire instituties belangrijk vinden, omdat monetaire ontsporingen ook gevolgen hebben in de "reële" wereld. Zowel Schumpeter als Keynes vallen in de laatste categorie. Desondanks verwierp Schumpeter, die een klassiek liberaal was, het keynesianisme.

### Schumpeter en de aangekondigde ondergang van het kapitalisme
Schumpeters meest gelezen boek is waarschijnlijk Capitalism, Socialism, and Democracy (Kapitalisme, Socialisme en Democratie), waarin hij de theorieën van Karl Marx bespreekt. Schumpeter staat sympathiek tegenover Marx' analyse, maar concludeert dat het kapitalisme door het socialisme vervangen zal worden om andere redenen dan Marx denkt. In dit boek presenteert Schumpeter ook zijn beroemde concept van creatieve destructie, wat inhoudt dat oude manieren van werken en oude structuren telkens vervangen worden door nieuwe.

### Schumpeter en democratische theorie
In hetzelfde boek zette Schumpeter een theorie van de democratie uiteen, die tot doel had, dat wat hij de "klassieke leer" noemde, uit te dagen. Hij betwistte het idee dat democratie een proces was, waarbij de kiezers zich identificeren met het algemeen belang, en dat politici dit algemeen belang vervolgens uit naam van de kiezers uitvoerden. Hij betoogde dat dit onrealistisch was, en dat de onwetendheid en de oppervlakkigheid van de mensen betekende dat zij in feite tot op grote hoogte door de politici zouden worden gemanipuleerd. De politici bepaalden de agenda. Dit maakte een 'regering door het volk' concept naar zijn mening zowel onwaarschijnlijk als ongewenst. In plaats daarvan bepleitte Schumpeter, sterk beïnvloed door Max Weber, een minimalistisch model, waarbij democratie een mechanisme is voor de concurrentie tussen leiders, vergelijkbaar met een marktstructuur. Hoewel periodieke verkiezingen, waar iedereen zijn stem uitbrengt, regeringen legitimeren en verantwoordelijk houden, is het beleidsprogramma een zaak van de regering en niet van het volk. De participerende rol van individuen is meestal ernstig ingeperkt.

### Schumpeter en ondernemerschap
Het onderzoek naar ondernemerschap heeft veel te danken aan de bijdragen van Schumpeter. Hij was waarschijnlijk de eerste wetenschapper die theorieën over ondernemerschap ontwikkelde. Hij gaf twee theorieën. In de eerste variant stelde Schumpeter dat innovatie en technologische verandering binnen een natie van de ondernemers, of de "wilde geesten", komt. Hij bedacht het woord Unternehmergeist, ook in het Nederlands bekend als Ondernemingsgeest. Hij geloofde dat de ondernemers de mensen zijn die de economie van een land aan de gang houden. In de tweede variant, die hij als hoogleraar aan de Harvard Universiteit verder uitwerkte, stelde hij dat de actoren, die de innovatie en de economie aandrijven de grote bedrijven zijn. Zij beschikken over de middelen en het kapitaal om in onderzoek en ontwikkeling te investeren. Beide varianten worden vandaag de dag als complementair beschouwd.

### Schumpeter en innovatie
Schumpeter identificeerde innovatie als de kritische dimensie van economische veranderingen. Hij stelde dat economische verandering om innovatie, ondernemersactiviteiten en marktmacht draait. Hij probeerde te bewijzen dat marktmacht op basis van innovaties betere resultaten bood dan de onzichtbare hand en prijsconcurrentie. Hij stelde dat technologische innovatie vaak tijdelijke monopolies creëert, waardoor tijdelijk abnormale winsten ontstaan. Die verdwijnen echter al snel weer door gedrag van rivalen en imitators. Schumpeter zei dat deze tijdelijke monopolies noodzakelijk waren om de noodzakelijke prikkel voor bedrijven te geven om nieuwe producten en processen te ontwikkelen.

## Zijn nalatenschap
Hoewel Schumpeter sommige jonge wiskundig economen aanmoedigde en zelfs enige tijd voorzitter was van de Econometric Society (1940-41), was Schumpeter geen wiskundige, maar veeleer een econoom, die probeerde om sociologische begrippen in zijn economische theorieën te integreren. Vanuit huidig perspectief heeft men betoogd dat Schumpeters ideeën over de conjunctuurcyclus en economische ontwikkeling niet konden worden gevangen in de wiskunde van zijn tijd - om ze gedeeltelijk te formaliseren heeft men het toen nog niet bestaande begrippenkader van de niet-lineaire dynamische systemen nodig. Dit blijkt uit zijn werk Business Cycles uit 1939.
De eerste tijd na zijn dood beperkte Schumpeters invloed zich voornamelijk tot verschillende heterodoxe, vooral Europese economen, die geïnteresseerd waren in industriële organisatie, evolutionaire theorie en economische ontwikkeling, en die meestal aan de andere kant van het politieke spectrum stonden dan Schumpeter zelf. Vaak werden zij beïnvloed door Keynes, Karl Marx en Thorstein Veblen. Robert Heilbroner was een van Schumpeters meest gerenommeerde leerlingen. Heilbroner heeft uitgebreid over hem geschreven in zijn werk The Worldly Philosophers.
Andere bekende studenten van Schumpeter zijn de econoom Nicholas Georgescu-Roegen, de voormalige voorzitter van het Federal Reserve System Alan Greenspan, en winnaar van de Nobelprijs voor de Economie Robert Solow die tijdens zijn studietijd aan Harvard bij hem studeerde en die Schumpeters theorie later verder heeft uitgebreid.
Vandaag de dag heeft Schumpeter een aanhang bij economen die zich bewegen op gebieden buiten de standaardeconomie van de leerboeken, zoals economisch beleid, management studies, industrieel beleid en het onderzoek naar innovatie. Schumpeter was waarschijnlijk de eerste onderzoeker die theorieën over het ondernemerschap ontwikkelde. Het innovatieve programma van de Europese Unie en de voornaamste concretisering hiervan, de Strategie van Lissabon, is bijvoorbeeld beïnvloed door Schumpeter.
Een meermaals geciteerde uitspraak van hem:

Het toppunt van beschaving is tomeloze inzet voor iets waarvan je toch de relativiteit inziet.

## Werken
- (en)  books.google.com - History of Economic Thought
- (en)  books.google.com - The theory of economic development
- (en)  Business Cycles (1939), met Canadees-Franstalige inleiding, 385 pp.
- Oude en nieuwe bankpolitiek, Economisch Statistische Berichten, 1 juli 1925.

## Voetnoten
1. ↑  Reisman, David A. (2004). Schumpeter's Market: Enterprise and Evolution. Edward Elgar Publishing, Cheltenham, 4.
2. ↑  Shionoya, Yuichi (2007). Schumpeter and the Idea of Social Science: A Metatheoretical Study. Cambridge University Press, Cambridge, 14.
3. ↑  Joseph A. Schumpeter. A Theory of Social and Economic Evolution (Andersen, E.S., 2011). Gearchiveerd op 24 mei 2013.
4. 1 2  (en)  Pol. E. Carroll, An Introduction to Economics with Emphasis on Innovation (Een inleiding tot de economie met de nadruk op innovatie), blz. 2006
5. ↑  "Ik heb gedurende mijn gehele carrière het proces van de [creatieve destructie] in de praktijk aan het werk gezien, "P. 48, Greenspan, Alan The Age of Turbulance: Adventures in a New World (Het tijdvak van de turbulentie: avonturen in een nieuwe wereld), (2007) New York: Penguin Press
6. ↑  (en)  Robert Solow on Joseph Schumpeter, mei 2007. Gearchiveerd op 1 december 2022.

- Bibsys: 90152651
- Biblioteca Nacional de Chile: 000034502
- Biblioteca Nacional de España: XX1006096
- Bibliothèque nationale de France: cb11924160c (data)
- Catàleg d'autoritats de noms i títols de Catalunya: 981058521585306706
- CiNii: DA00103819
- Gemeinsame Normdatei: 118611682
- International Standard Name Identifier: 0000 0001 2136 3669
- Library of Congress Control Number: n50003171
- Nationale Bibliotheek van Letland: 000034085
- Mathematics Genealogy Project: 201105
- Bibliotheek van het Japanse parlement: 00455833
- Nationale Bibliotheek van Tsjechië: jn19990009714
- Nationale bibliotheek van Australië: 36526190
- Nationale Bibliotheek van Israël: 987007267752305171
- Nationale Bibliotheek van Polen: a0000001180275
- Nationale en Universitaire bibliotheek Zagreb: 000036535
- Nederlandse Thesaurus van Auteursnamen: 068424620
- Réseau des bibliothèques de Suisse occidentale: 02-A003810590
- Istituto Centrale per il Catalogo Unico: CFIV003994
- LIBRIS: 198542
- SNAC: w6md02c9
- Système universitaire de documentation: 027128687
- Trove: 1273204
- Virtual International Authority File: 64011725
- WorldCat: E39PBJdrC4xJX7ymQwTXyvXrv3